# Prasinocyma cellularia
Prasinocyma cellularia är en fjärilsart som beskrevs av Achille Guenée 1862. Prasinocyma cellularia ingår i släktet Prasinocyma och familjen mätare. Inga underarter finns listade i Catalogue of Life.